# Gromnik (gmina)
Gromnik – gmina wiejska w województwie małopolskim, w powiecie tarnowskim. W latach 1975–1998 gmina położona była w województwie tarnowskim.
Siedziba gminy to Gromnik.

## Struktura powierzchni
Według danych z roku 2002 gmina Gromnik ma obszar 69,81 km², w tym:
- użytki rolne: 65%
- użytki leśne: 25%

Gmina stanowi 4,93% powierzchni powiatu.

## Demografia
Dane z 31 grudnia 2023 roku.
| Opis                              | Ogółem | Ogółem | Mężczyźni | Mężczyźni | Kobiety | Kobiety |
| --------------------------------- | ------ | ------ | --------- | --------- | ------- | ------- |
| jednostka                         | osób   | %      | osób      | %         | osób    | %       |
| populacja                         | 8746   | 100    | 4372      | 50        | 4374    | 50      |
| gęstość zaludnienia (mieszk./km²) | 125,3  | 125,3  | 62,6      | 62,6      | 62,7    | 62,7    |

- Piramida wieku mieszkańców gminy Gromnik w 2014 roku

## Środowisko naturalne
Gmina Gromnik położona jest na Pogórzu Karpackim, w obrębie Pogórza Rożnowskiego i Pogórza Ciężkowickiego. Obszar gminy charakteryzuje się silnie rozwidlonymi wysoczyznami, z których spływają potoki do Białej Dunajcowej. Około 25% powierzchni zajmują lasy i tereny zadrzewione. Dominują lasy mieszane, występuje wiele gatunków paprotników. W wyższych partiach występuje jałowiec niegdyś rosnący powszechnie dziś już bardzo rzadki. Z roślin objętych ochroną można spotkać przebiśnieg, sasankę, wawrzynka wilczełyko.
Południowa część gminy ze względu na swe duże wartości krajobrazowe została włączona do Ciężkowicko-Rożnowskiego Parku Krajobrazowego (1820 ha) oraz część w Parku Krajobrazowego Pasma Brzanki (800 ha). Jak większość obszarów podgórskich, tak i obszar gminy Gromnik należy do strefy klimatu umiarkowanego przejściowego.
W miejscowości Polichty istnieje założony 1997 r. Ośrodek Edukacyjny Zespołu Parków Krajobrazowych Województwa Małopolskiego ZPKWM). Wokół Ośrodka została wytyczona 1,5 km ścieżka przyrodnicza, na której można obejrzeć 30 gat. roślin chronionych w naturalnych siedliskach.
Szczególną atrakcją na trasie ścieżki jest staw z roślinnością wodno-błotną i 13-metrowym pomostem do obserwacji życia w stawie oraz murawa kserotermiczna z kilkunastoma światłolubnymi roślinami chronionymi.
Na terenie gminy znajduje się szereg ciekawych obiektów przyrodniczych, które ze względu na swoje walory zostały objęte ochroną prawną. Jest to 12 pomników przyrody ożywionej: 6 znajduje się w Siemiechowie, są to: starodrzew przy kościele – 8 lip drobnolistnych i 1 robinia akacjowa, następnie 1 dąb szypułkowy w przysiółku Moszczenica oraz 1 w przysiółku Wielkie Oczy, 2 lipy drobnolistne rosnące na granicy wsi Siemiechów – Brzozowa oraz jesion wyniosły – obok przystanku PKS, każde z tych drzew ma ponad 200 lat. 3 pomniki znajdują się w Gromniku, są to: zadrzewienie wokół starego kościoła – ochroną objęto 34 drzewa, drugi pomnik znajduje się w parku podworskim – jest to 12 drzew, najstarszy z dębów ma ok. 380 lat, kolejny pomnik to najstarsze drzewo w gminie – dąb szypułkowy przy drodze do Rzepiennika Marciszewskiego, jego wiek szacuje się na 390 lat. 2 kolejne pomniki znajdują się w Chojniku, są to dęby szypułkowe – wiek ok. 300 lat. W Brzozowej przy trasie żółtego szlaku turystycznego pomnik tworzą 4 lipy drobnolistne – wiek ok. 150 lat.

### Rzeźba terenu
Według Jerzego Kondrackiego, autora naukowo opracowanej regionalizacji geograficznej Polski gmina Gromnik znajduje się w obrębie dwóch mezoregionów: Pogórza Rożnowskiego i Pogórza Ciężkowickiego, które są częścią Pogórza Środkowobeskidzkiego, to zaś wchodzi w skład Zewnętrznych Karpat Zachodnich.
Główne elementy rzeźby mają przebieg równoleżnikowy zakłócony rozcięciami większych dolin o przebiegu do nich prostopadłym. Krajobraz gminy, to pas szerokich i łagodnych wzgórz o wysokościach bezwzględnych 300–450 m n.p.m., a względnych 80–150 ponad dna dolin. Wysokości bezwzględne zawierają się w przedziale od 222 do 490 m n.p.m.
Teren gminy przecina dolina rzeki Białej biegnąca południkowo z południa w kierunku północnym skręcając następnie w kierunku północno-wschodnim. Dolina przewęża się miejscami tworząc przełomy. W obrębie doliny można wyróżnić dwie terasy. Terasa zalewowa o szerokości 100–300 m. wznosi się od 1,5 do 2,5 m. ponad średni stan wody w rzece. W czasie wezbrań powodziowych jest ona zalewana. Terasa nadzalewowa charakteryzuje się małymi spadkami. Szeroka jest także dolina Siemiechowianki w środkowym i dolnym odcinku biegu rzeki. Dopływy Białej tworzą w górnych odcinkach swoich biegów wąskie doliny o stromych zboczach, które poszerzają się u ujścia.

### Surowce mineralne
W gminie Gromnik eksploatowano na niewielką skalę piaskowce istebniańskie z przeznaczeniem na materiał budowlany i drogowy. Eksploatacja odbywała się w małych kamieniołomach (w Gromniku, Golance i Polichtach), obecnie nieczynnych. Na niewielką skalę eksploatowane były żwiry rzeczne w dolinie Białej.
W 1998 roku został opracowany „program badań geologicznych dla opracowania karty rejestracyjnej złoża glin czwartorzędowych w Gromniku …” dla złoża zlokalizowanego w południowej części Gromnika. Badania dokumentacyjne nie zostały przeprowadzone. Na terenie gminy nie występują złoża, dla których istniałaby możliwość eksploatacji na skalę przemysłową.

### Wody powierzchniowe
Gmina Gromnik leży w dorzeczy Wisły, w zlewni Białej i Dunajca. Biała jest głównym ciekiem wodnym gminy. Najwyższe stany wody tej rzeki obserwuje się latem. W okresie gwałtownych wezbrań poziom wody podnosi się o około 6 m. Prawobrzeżny dopływ Białej, to Rzepianka, lewobrzeżne dopływy, to Kipsznianka, Poznianka i potok Chojnicki. Zachodnią część gminy odwadnia Siemiechowianka, będąca dopływem Brzozowianki. Podmokłości występują na terenach osuwiskowych, u źródeł potoków, w dnach dolin i miejscami u podnóży stoków.
Występujące źródła, to źródła szczelinowe i związane najczęściej z kompleksami piaskowcowymi i źródła zwietrzelinowe, okresowe, związane z seriami pokryw zwietrzelinowych. We wsi Polichty występują trzy źródła wód mineralnych – siarczkowe. Jest to największy naturalny wypływ powierzchniowy wody mineralnej na tym terenie. Zasięg i zasoby złoża nie są bliżej znane, a ich eksploatacja jest niewielka. Jest to fragment złoża wód mineralnych ciągnącego się pasem progu czchowskiego począwszy od Filipowic w gminie Zakliczyn. Dostarczają one wodę wodorowęglanowo-wapniową i wapniowo-sodową, zawierającą siarkowodór. Zawartość siarkowodoru w poszczególnych źródłach wynosi 15,5; 17,8 i 38 mg/dm³. Mineralizacja wynosi 0,5–0,8 g/dm³. Wody siarczkowe stwarzają możliwość wykorzystania w lecznictwie.

### Wody wgłębne
Na terenie gminy występują dwa poziomy wodonośne czwartorzędowy i fliszowy.
W obrębie poziomu fliszowego zbiornik wodny tworzą piaskowce gruboławicowe. Występują tu wody typu szczelinowego o zróżnicowanej wydajności i głębokości występowania. Poziom fliszowy spełnia kryteria Głównych Zbiorników Wód Podziemnych. W obrębie gminy znajduje się południowo-zachodni fragment zbiornika Pasma Brzanki (GZWP „B”) oraz północno-wschodnia część zbiornika Istebna–Ciężkowice (GZWP nr 436) Wody poziomu czwartorzędowego występują przeważnie w dolinach rzek. Warstwą wodonośną są tu przeważnie żwiry i piaski zalegające w trudno przepuszczalnych iłach mioceńskich. Zbiornik czwartorzędowy tworzą także pokrywy zwietrzelinowe na zboczach stoków. Woda występuje tu w utworach piaszczysto-gliniastych z domieszką rumoszy w miejscu kontaktu utworów zwietrzelinowych z podłożem skalnym. Wydajność tego typu wód jest niewielka, wykazują one duże wahania zwierciadła wody i temperatur. Poziom czwartorzędowy tworzy Główny Zbiornik Wód Podziemnych „Dolina rzeki Białej” (GZWP nr 434). Na terenie gminy Gromnik zlokalizowana jest centralna część tego zbiornika. Dla fragmentów zbiornika położonych w obrębie doliny Białej postulowane jest wyznaczenie obszaru najwyższej ochrony (ONO), dla pozostałej jego części położonej na zboczach – obszar wysokiej ochrony (OWO).

### Klimat
Warunki klimatyczne, panujące na obszarze gminy można scharakteryzować na podstawie ustaleń stacji meteorologicznej w Ciężkowicach. Średnia temperatura roczna wynosi 7,4 °C. Najzimniejszym miesiącem jest styczeń: -4,8 °C. Najcieplejszym miesiącem jest sierpień 17,5 °C. Amplituda temperatur średnich wynosi 20,3 °C. najmniejsze opady notuje się w lutym – około 40 mm, największe w lipcu około – 135 mm. Średnia roczna suma opadów wynosi około 725 mm. Liczba dni z temperaturą poniżej 0 °C kształtuje się na poziomie 75–80 dni w roku. Liczba dni z temperaturą powyżej 25 °C kształtuje się na poziomie 30–35 dni w roku.
Liczba dni z pokrywą śnieżną kształtuje się na poziomie 70–80 dni w roku. Liczba dni pogodnych wynosi około 50 w roku. Przeważają wiatry z kierunków północno-zachodnich i południowo-wschodnich. Dni bezwietrzne stanowiły 43,7% wszystkich dni w roku.

### Roślinność
W podziale geobotanicznym Pawłowskiego (1992) położenie gminy przedstawia się następująco:
1. prowincja: Górska, Środkowoeuropejska
2. dział: Karpaty Zachodnie
3. okręg: Pogórze Karpat Zachodnich
4. podokręg: Pogórze Fliszowe

W podziale na piętra roślinności gmina Gromnik leży w piętrze pogórza. Dominują nieleśne zbiorowiska roślinne. Wśród zbiorowisk roślinności nieleśnej przeważają zbiorowiska synantropijne, związane z gruntami ornymi (segetalne), zajmujące 54% powierzchni gminy. Pół-naturalne zbiorowiska roślinności nieleśnej stanowią łąki i pastwiska (10% powierzchni gminy). Lasy zajmują 24,8% powierzchni gminy. Duże fragmenty lasów, głównie we wschodniej części gminy (lasy grzbietu Brzanka – Liwocz) odznaczają się dość wysokim stopniem naturalności. W drzewostanach ekosystemów leśnych dominuje buk (około 35% powierzchni) i jodła (około 30%). Znaczny udział ma sosna zwyczajna (około 15%) i dąb szypułkowy (około 10%). Występuje też świerk, modrzew europejski, dąb bezszypułkowy, jawor, czereśnia, olsza czarna i szara. Wśród siedlisk nawiązujących do piętrowego układu roślinności dominuje las wyżynny (Lwyż). Niewielki udział posiada bór mieszany świeży (BMśw) i las mieszany wyżynny (LMwyż). Dominującym zbiorowiskiem w piętrze pogórza jest zespół żyznej buczyny karpackiej w formie podgórskiej. Występuje ona głównie w obrębie lasów pasma Brzanki. Niżej na zboczach oraz u podnóży wzgórz występują lasy jodłowe. Innym zbiorowiskiem leśnym niższych partii pogórza jest zespół grądu Tilio-Carpinetum, tworzony przez grab zwyczajny, dąb szypułkowy oraz jodłę, buk, klon polny i lipę drobnolistną. Często sadzone są w charakterze przedplonów drzewostany sosnowe. Dość często spotykane na terenie gminy są zagajniki i laski brzozowe. W dolinach górnych odcinków potoków i mniejszych rzek wykształcają się zbiorowiska łęgowe podgórskiego łęgu jesionowego. Spotykane są również zbiorowiska o cechach pośrednich między podgórskim łęgiem jesionowym a niżowym łęgiem Circaeo-Alnetum. Zbiorowiska łęgowe są często znacznie zniekształcone przez człowieka. Na terasie zalewowej rzeki Białej występują zarośla wiklin nadrzecznych. W dolinach rzek i potoków wykształcają się wilgotne łąki reprezentowane najczęściej przez zespół ostrożnia łąkowego (dolina Białej, Siemiechówki i Brzozowianki), a także świeże łąki rajgrasowe, występujące także na zboczach wzniesień. Mniejsze powierzchnie w pobliżu zabudowań i w miejscach wypasów zajmuje pastwiskowy zespół życicowo-grzebienicowy. Wśród zbiorowisk roślinności synantropijnej najpospolitszy jest zespół wyki czteronasiennej.

### Świat zwierzęcy
Według podziału fizyczno-geograficznego Kondrackiego (1977) gmina Gromnik leży na Pogórzu Środkowo-Beskidzkim, na pograniczu regionu Pogórza Rożnowskiego (lewy brzeg Białej) i Pogórza Ciężkowickiego (pozostała część). Większość gatunków zwierząt związana jest z ekosystemami leśnymi. W szczególności znajdują tam schronienie duże zwierzęta łowne: sarna, a także jeleń, dzik, lis. Dużą liczebnością odznaczają się ptaki z podrzędu śpiewających. Lasy są także miejscem schronienia dla rzadkich, puszczańskich gatunków ptaków takich jak kania czarna i bocian czarny. Na terenach otwartych występuje drobna zwierzyna: zając, bażant, kuropatwa oraz gryzonie, ptaki przestrzeni otwartych. Ichtiofaunę wód powierzchniowych stanowią ryby krainy pstrąga i krainy brzany. Występują tu cztery rzadko występujące gatunki zwierząt. Są nimi ryś, dzięcioł białogrzbiety, paź żeglarz, pachnica.

## Zabytki na terenie gminy[4]
- Brzozowa – cmentarz wojenny nr 184 – Brzozowa
- Brzozowa – kościół parafialny pw. św. Mikołaja
- Chojnik – cmentarz wojenny nr 148 – Chojnik
- Chojnik – cmentarz wojenny nr 150 – Chojnik
- Gromnik – kościół pw. św. Marcina
- Gromnik – zespół dworsko–parkowy
- Gromnik – cmentarz wojenny nr 145 – Gromnik
- Gromnik – cmentarz wojenny nr 146 – Gromnik
- Siemiechów – kościół pw. MB Gromnicznej
- Siemiechów – cmentarz wojenny nr 181 – Siemiechów

## Transport

### Drogowy
Główną oś komunikacyjną gminy tworzą krzyżujące się w Gromniku drogi wojewódzkie
- (na terenie gminy 6,2 km)
- (na terenie gminy 11 km)

Ponadto przez gminę przebiegają dwie drogi powiatowe zarządzane przez Powiatowy Zarząd Dróg w Tarnowie:
- K1394 Gromnik – Polichty – Bogoniowice
- K1395 Gromnik – Brzozowa – Faściszowa

Sieć uzupełnia ok. 50 km dróg gminnych. W większości są to drogi o nawierzchni bitumicznej.

### Kolejowy
Przez gminę przebiega linia kolejowa nr 96 Tarnów – Leluchów. W Chojniku znajduje się przystanek kolejowy a w Gromniku stacja kolejowa z bocznicą. Kolej zapewnia gminie połączenia z Krakowem, Tarnowem, Nowym Sączem i Krynicą.

### Transport zbiorowy
Oprócz transportu kolejowego gmina posiada gęstą siatkę połączeń autobusowych i mikrobusowych. Połączenia lokalne obsługują liczni przewoźnicy prywatni. Natomiast połączenie dalekobieżne do Krakowa, Tarnowa i Gorlic wykonuje firma Voyager.

## Turystyka
Szlaki piesze
 Gromnik – Golanka – Nosalowa
 Lubinka – Wał – Gromnik – Sucha Góra – Bieśnik – Mogiła – Ruda Kameralna – Czchów
 Tarnów – Słona Góra – Pleśna – Wał – Siemiechów – Jamna – Bartkowa
Szlaki rowerowe
 Tarnów Mościce PKP – Pleśna – Tuchów – Gromnik – Ciężkowice
 Tarnów Rzędzin – Trzemesna – Łowczów – Brzozowa Górna – Jamna
 Gromnik – Golanka – Jodłówka Tuchowska Granica
 Gromnik Nadleśnictwo – Brzozowa Górna
 Wróblowice – Pogorzałki (przysiółek Siemiechowa)

## Sołectwa
Brzozowa, Chojnik, Golanka, Gromnik, Polichty, Rzepiennik Marciszewski, Siemiechów.

## Religia
- Kościół rzymskokatolicki: 4 parafie
- Świadkowie Jehowy: zbór[5]

## Sąsiednie gminy
Ciężkowice, Pleśna, Rzepiennik Strzyżewski, Tuchów, Zakliczyn